# Les Gorilles sur le mât
Les Gorilles sur le mât (France) ou Gorille à tribord (Québec) (Gorillas on the Mast) est un épisode de la série télévisée d'animation Les Simpson. Il s'agit du cinquième épisode de la trente-et-unième saison et du 667e de la série.

## Synopsis
À la suite d'une visite dans un oceanarium, Lisa décide de libérer une baleine retenue en captivité à l'aide de son frère. Bart prend alors l'initiative de rendre la liberté à un gorille, sans penser aux conséquences. Pendant ce temps, Homer fait l'acquisition d'un bateau mais, croulant sous les dépenses, décide de se partager sa propriété avec de nombreux Springfieldiens. Cependant, cette multi-propriété va causer bien des torts au bateau...

## Réception
Lors de sa première diffusion, l'épisode a attiré 2,02 millions de téléspectateurs.